# Zara (incrociatore ausiliario)
Lo Zara è stato un incrociatore ausiliario della Regia Marina, già motonave passeggeri italiana.

## Storia

La Zara fotografata subito dopo il varo, il 4 luglio 1931.

Costruita tra il febbraio ed il settembre 1931 nei Cantieri Riuniti dell'Adriatico di Monfalcone unitamente alle gemelle Adriatico, Barletta, Brindisi, Brioni, Lero e Monte Gargano, l'unità era originariamente una motonave passeggeri da 1976 tonnellate di stazza lorda e 1074 tonnellate di stazza netta. Quattro stive della capienza di 1722 metri cubi permettevano una portata lorda di 1231 tonnellate, mentre nelle cabine potevano trovare posto in tutto 82 passeggeri (per altre fonti 68: 22 in prima classe, 24 in seconda e 22 in terza). Due motori diesel FIAT a due tempi e semplice effetto, della potenza complessiva di 3300 hp (altre fonti 2800), consumando 11,5 tonnellate di carburante al giorno, azionavano una due eliche (per altre fonti una sola), consentendo una velocità di 14,5 nodi (alle prove in mare erano stati invece toccati i 15,8 nodi).

Iscritta con matricola 53 al Compartimento marittimo di Bari, la nave apparteneva inizialmente alla Puglia Società anonima di navigazione a vapore (con sede a Bari), che la utilizzò sulla linea dall'Adriatico alla Dalmazia ed all'Albania e dall'Adriatico a Dalmazia, Albania ed Epiro. Il 21 marzo 1932 la società Puglia confluì, insieme ad alcune altre compagnie di navigazione adriatiche, nella Società di Navigazione San Marco, con sede a Venezia, che il 4 aprile di quello stesso anno divenne Compagnia Adriatica di Navigazione. La società avrebbe poi definitivamente cambiato nome, il 1º gennaio 1937, in Adriatica Società Anonima di Navigazione. 

La Zara in navigazione, con i colori dell’Adriatica.

La Zara seguì quindi tali mutamenti di proprietario, passando alla Compagnia Adriatica il 25 maggio 1932 ed entrando infine a far parte della flotta dell'Adriatica.
Nel 1935, frattanto, la motonave era stata requisita (o noleggiata) ed impiegata come trasporto di truppe e rifornimenti durante la guerra d'Etiopia.
Utilizzata dalla Compagnia Adriatica sulla linea n. 52 (dal Pireo a Rodi toccando gli arcipelaghi del Mar Egeo), l'unità, dopo l'incorporazione nell'Adriatica, venne destinata alla linea 53 (Rodi-Alessandria d'Egitto-Rodi) e poi alla 43 (Venezia-Trieste-Fiume-Zara-Spalato-Lagosta-Gravosa-Durazzo-Valona-Brindisi-Santi Quaranta-Corfù-Il Pireo-Smirne-Patmo-Lero-Calino-Coo-Rodi), che percorse per 15 volte nel corso del 1938. Nel 1939 la Zara operò in servizio di collegamento tra i sorgitori del Mar Adriatico con alcuni periodi di sosta, facendo capolinea a Brindisi.
Requisita il 29 agosto 1939 dal Ministero delle comunicazioni, la motonave venne derequisita il 2 novembre dello stesso anno e l'indomani restituita all'armatore, riprendendo i collegamenti civili tra Italia, Dalmazia ed Albania. Il 6 dicembre 1939 la Zara venne destinata alla linea 43 modificata, da Venezia al Pireo via Brindisi, sulla quale navigò sino al 9 giugno 1940.

La motonave ormeggiata al Lungomare Casale di Brindisi, nel 1937.

Il 15 giugno 1940, pochi giorni dopo l'ingresso dell'Italia nella seconda guerra mondiale, la motonave venne requisita a Durazzo dalla Regia Marina e iscritta nel ruolo del Naviglio ausiliario dello Stato, con contrassegno D 14. Sottoposta a lavori di conversione in incrociatore ausiliario, la Zara venne dotata di un armamento composto da due cannoni da 100/47 mm e quattro mitragliere da 13,2 mm. L'equipaggio venne militarizzato e la nave venne destinata a missioni di scorta convogli.
A partire dal 2 maggio 1941 la motonave venne destinata a compiti di scorta dei convogli diretti in Albania e Grecia con partenza dai porti della costa adriatica italiana e da Taranto.
Il 7 ottobre 1941 la nave scortò da Durazzo a Bari, insieme ad un altro incrociatore ausiliario, il Deffenu, la motonave Città di Trapani ed i piroscafi Monstella e Quirinale.
Il 29 marzo 1942 lo Zara prese parte alle operazioni di soccorso dei naufraghi del piroscafo Galilea, silurato ed affondato dal sommergibile HMS Proteus la notte precedente, durante la navigazione in convoglio da Patrasso a Bari, in posizione 4°93' N e 20°05' E, con la perdita di 995 dei 1314 uomini a bordo. L'incrociatore ausiliario raggiunse la torpediniera Mosto, che aveva recuperato 150 naufraghi, verso le due del pomeriggio del 29, quando ormai in acqua non vi erano più sopravvissuti.

La Zara nel luglio 1942, dopo la trasformazione in incrociatore ausiliario.

All'una del pomeriggio del 29 ottobre 1942 la Zara, al comando del tenente di vascello Domenico Marra, lasciò Brindisi in convoglio con la gemella Brioni, per una missione di trasporto di rifornimenti (la Zara era carica di benzina in fusti, destinata all'Afrika Korps) a Tobruk. Dopo aver attraversato il canale di Corinto, le navi giunsero al Pireo alle quattro del mattino del 1º novembre, ripartendone un'ora e mezza più tardi (alcune fonti riferiscono anche di una sosta a Suda). Alle 16.30 dello stesso giorno i due incrociatori ausiliari vennero raggiunti dall'anziana torpediniera San Martino, come unica unità di scorta e, dai velivoli della scorta aerea (bombardieri Junkers Ju 88 e caccia Messerschmitt Bf 109, del JG 53, e Bf 110 della Luftwaffe e caccia Macchi MC.200 e C.202 del II Stormo della Regia Aeronautica). Alle undici di sera di quel giorno venne avvistato un ricognitore alleato, che seguì il convoglio sino alle due di notte del 2 novembre, illuminando le navi con razzi e bengala per poi allontanarsi (già alle 18.30 alcuni bombardieri angloamericani avevano individuato le unità italiane). Il convoglio proseguì senza problemi per il resto della nottata (durante la quale diversi bengalieri lo cercarono senza trovarlo) e fino all'alba, quando incrociò alcune formazioni di aerei da trasporto e da caccia italo-tedeschi, poi, intorno alle nove (per altre fonti alle otto) del mattino del 2 novembre, le navi vennero attaccate da sette aerosiluranti britannici Bristol Beaufort, appartenenti al 39th Squadron della Royal Air Force e scortati da caccia Bristol Beaufighter del 272nd Squadron. In rapida successione aprirono il fuoco il Brioni (che contromanovrò evitando alcuni siluri), la San Martino e quindi la stessa Zara – anche tra gli aerei attaccanti e quelli della scorta aerea vi fu uno scontro, in seguito al quale da parte italo-tedesca si rivendicò l'abbattimento di tre Beaufort ed il danneggiamento di altrettanti velivoli dello stesso tipo, e da parte inglese l'abbattimento di uno Ju 88 ed il danneggiamenti di altri due: come spesso accade, i dati non coincidono con quelli forniti da ambo le parti circa le effettive perdite subite (la RAF affermò della perdita di due Beaufort e di un Beaufighter) –, ma alle 9.20 (per altre fonti alle 8.15), in posizione 33°10' N e 23°50' E, un siluro andò a segno, colpendo la Zara a centro nave: lo scoppio uccise il terzo ufficiale di macchina Ugo Benfante, il capo fuochista Leonardo Ricco ed il motorista Giuseppe Granata (per altre fonti le vittime furono quattro: un ufficiale, due sottufficiali ed un marinaio), ed immobilizzò la nave, arrecandole seri danni. L'unità rimase tuttavia a galla, perciò, per cercare di salvarla, alle 10.40 venne presa a rimorchio dalla San Martino, che fin da dopo il siluramento aveva cercato di assisterla, mentre la Brioni proseguiva alla volta di Tobruk (dove andò distrutta poche ore dopo in un attacco aereo). Alle 15.40 si aggregò alla scorta anche la torpediniera Circe, salpata da Tobruk, ma la situazione andò peggiorando: intorno alle sei di sera (per altre fonti verso le otto), ad una cinquantina di miglia dal Tobruk (per altre fonti un centinaio di miglia a nord di tale porto), la Zara iniziò ad accentuare il proprio sbandamento e ad affondare con maggiore rapidità, obbligando, alle 18, a tagliare i cavi di rimorchio: abbandonata dall'equipaggio, che venne tratto in salvo dalla Circe e dalla San Martino, la motonave s'inabissò intorno alle 22.30, in posizione 32°37' N e 23°50' E.
L'equipaggio (salvato per intero ad eccezione delle tre vittime del siluramento) venne portato a Tobruk e rimpatriato da Derna il 3 novembre, per via aerea.
Nel corso della seconda guerra mondiale la Zara aveva effettuato in tutto 330 missioni di guerra, tra cui 250 di scorta, cinque di trasporto ed una di posa di mine.